# Bodentyp
Als Bodentyp werden in der Bodenkunde unterschiedliche Erscheinungsformen von Böden bezeichnet, die infolge der Prozesse der Pedogenese (Bodenbildung) übereinstimmende Merkmale in Form von Bodenhorizonten hervorgebracht haben, somit einen ähnlichen Entwicklungsstand aufweisen. Diese werden weltweit in der Bodenklassifikation bzw. der Bodensystematik nach verschiedenen Systemen klassifiziert. In der Deutschen Bodensystematik ist der Bodentyp die zentrale hierarchische Einheit. 
Während der Bodentyp die Erscheinungsform eines Bodens als Folge der Bodenbildung beschreibt, bezeichnen Bodenarten (auch Bodentextur oder Körnung genannt) die Korngrößenzusammensetzung der mineralischen Bodensubstanz. Die Hauptbodenarten sind Sand, Schluff, Ton und Lehm. Da die Bodenart häufig innerhalb eines Bodenprofils wechselt, wird sie üblicherweise für jeden Horizont getrennt angegeben.

## Grundsätzliches
Wenn man Böden aufgräbt, sind hinsichtlich Substrat und/oder Färbung differenzierte „Schichten“ zu erkennen, die als Bodenhorizonte bezeichnet werden. (Der Begriff Schichten bezieht sich in der Bodenkunde nur auf Formen der Sedimentation, einem Prozess der Lithogenese.) 
Die Differenzierung ergibt sich zum einen aus den Ausgangsmaterialien für die Bodenbildung (Pedogenese), zum anderen aus bodenphysikalischen, bodenchemischen und bodenbiologischen Prozessen. Diese ergeben sich unter anderem durch unterschiedliche Klimaeinflüsse, den Wasserhaushalt, die Vegetation, die Bodenfauna, ggf. die Bearbeitung, die Immissionen und die landschaftliche Umgebung. Zwischen diesen Faktoren bestehen untereinander vielerlei, teilweise rückgekoppelte Einflüsse.
Bodenhorizonte tauchen in verschiedenen charakteristischen Kombinationen auf. Diese werden systematisch in Bodentypen eingeteilt. Das Bodenprofil setzt sich aus Horizonten zusammen, bei denen ähnliche chemische und physikalische Veränderungen übereinstimmende Merkmale erzeugt haben. Der Bodentyp kennzeichnet den Entwicklungszustand eines Bodens.
Die Unterschiede in den Horizonten können unterschiedlicher Herkunft sein. Oft werden organische oder mineralische Stoffe gelöst, umgelagert und in Einwaschungshorizonten abgelagert.
Wichtig ist, dass Bodentypen selten in Reinform auftreten, sondern oft durch gleichzeitig oder nacheinander stattfindende pedogenetische Prozesse Kombinationen und Übergänge von Bodentypen vorzufinden sind. Diese führen – je nach Ausprägung – zur Einstufung als Bodensubtyp (Übergangs- und Abweichungssubtypen) oder Varietät. 
Somit kann für jeden Bodentyp wiederum eine Reihe von unterschiedlichen Ausprägungen festgestellt werden, und damit die Verwandtschaft der einzelnen Bodentypen beschrieben werden.
In der Landschaft treten die verschiedenen Bodentypen (bzw. Subtypen) als kleinflächiges Mosaik (Bodengesellschaft) auf, da sich die einzelnen Standorte in der Einwirkung der bodenbildenden Faktoren unterscheiden und oft ein lateraler Wasser- und Stofffluss stattfindet.

## Die Deutsche Bodensystematik – Mitteleuropäische Bodentypen
In vielen europäischen Ländern und zahlreichen anderen Staaten weltweit bestehen eigene Klassifikationssysteme. Im Folgenden werden die Haupteinheiten der Deutschen Bodensystematik aufgeführt (Abteilung, Unterabteilung, Klasse, Typ; diese können weiter in Subtypen, Varietäten und Subvarietäten unterteilt werden). Die Deutsche Systematik ist in Deutschland gültig und wird von der Arbeitsgruppe Bodensystematik der Deutschen Bodenkundlichen Gesellschaft bearbeitet und regelmäßig weiterentwickelt. Der zurzeit gültige Stand ist in der 6. Auflage (2024) der Bodenkundlichen Kartieranleitung dargestellt.

### Abteilung Mineralische Böden
Mineralische Böden weisen in den obersten 70 cm weniger als 30 cm Torf oder andere organische Bodenhorizonte auf. Die Abteilung ist in 5 Unterabteilungen und 18 Klassen untergliedert.

#### Unterabteilung Aerobe Mineralische Böden

##### Klasse O –Rohböden
- OO – Syrosem, u. a. mit dem Lockersyrosem als Abweichungssubtyp

##### Klasse R – A/C-Böden
- RN – Ranker, beinhaltet auch den früheren Regosol als Lockerranker
- RZ – Pararendzina
- RR – Rendzina
- RT – Tschernosem (Schwarzerde), beinhaltet den Kalktschernosem als Abweichungssubtyp
- RU – Umbrisol

##### Klasse D – Pelosole
- DD – Pelosol

##### Klasse N – Andosole
- NN – Andosol

##### Klasse B –Braunerden
- BB – Braunerde

##### Klasse C – Terrae calcis
- CF – Terra fusca
- CR – Terra rossa

##### Klasse V – Fersiallitische und ferrallitische Paläoböden
- VV – Fersiallit
- VW – Ferrallit

##### Klasse L – Lessivés
- LL – Parabraunerde
- LF – Fahlerde

##### Klasse P – Podsole
- PP – Podsol

##### Klasse Y – Aerobe Kultisole
- YK – Kolluvisol (Umlagerungsboden)
- YD – Deposol (komplett durch den Menschen durch Auftrag gestaltetes Bodenprofil)
- YE – Plaggenesch (Plaggenboden)
- YO – Hortisol (Gartenboden)
- YY – Rigosol (Obst- und Weinbauboden), mit dem früheren Treposol (Tiefumbruchboden) als Abweichungssubtyp Treporigosol

#### Unterabteilung Stau-, Haft- oder Hangwassergeprägte Böden

##### Klasse S – Stauwasserböden
- SS – Pseudogley, einschließlich der früher einer eigenen Klasse der Marschen zugeordneten Bodentypen Dwogmarsch (als Dwogpseudogley) und Knickmarsch (als Knickpseudogley)
- SH – Haftpseudogley
- SG – Stagnogley

##### Klasse Q – Rheosole
- QO – Ockerrheosol (Ockererden, mit Anreicherung lateral mit dem Hangzugwasser transportierten Eisen)
- QC – Kalkrheosol (mit Anreicherung lateral mit dem Hangzugwasser transportierten Calciumcarbonat)

#### Unterabteilung Grund- und Überflutungswasserdominierte Böden

##### Klasse A –Auenböden
- AO – Rambla (Auenlockersyrosem)
- AQ – Paternia
- AZ – Carbonatpaternia (früher Kalkpaternia, Borowina)
- AT – Tschernitza
- AB – Vega (Braunauenboden)

##### Klasse G –Gleye
- GG – Gley
- GN – Nassgley
- GM – Marschgley (hierunter fallen viele Böden der früheren Klasse der Marschen zugeordneten Bodentypen Rohmarsch, Kalkmarsch, Kleimarsch, Haftnässemarsch und Organomarsch)

##### Klasse Ü – Strandböden
- ÜA – Strand

#### Unterabteilung Permanent Wassergesättigte und (Zeitweise) Überflutete Böden

##### Klasse I – Semisubhydrische Böden
- IA – Nassstrand
- IW – Watt

##### Klasse J – Subhydrische Mineralische Böden (Unterwasserböden)
- JP – Protopedon
- JG – Minerogyttja (Gyttja mit weniger als 15 Masse-% organischem Kohlenstoff)
- JS – Minerosapropel (Sapropel mit weniger als 15 Masse-% organischem Kohlenstoff)

#### Unterabteilung Reduktgasdominierte Böden

##### Klasse X – Reduktosole
- XX – Reduktosol (durch nicht auf Wassersättigung zurückgehende natürliche oder anthropogene reduzierende Bedingungen entstanden)

### Abteilung Organische Böden
Böden mit Solum ausschließlich aus oder mit mindestens 30 cm organischen Horizonten (mindestens 15 Masse-% organischer Kohlenstoff) in den obersten 70 cm.

#### Unterabteilung Aerobe Organische Böden

##### Klasse F – Organosole (umfasst u. a. die früherenO/C-Böden)
- FP – Protoorganosol
- FF – Organosol, umfasst u. a. die früheren Bodentypen Felshumusboden und Skeletthumusboden

#### Unterabteilung Moore und Subhydrische Organische Böden
(vergleiche auch Histosol)

##### Klasse H – Natürliche und Naturnahe Moore
- HN – Niedermoor
- HH – Hochmoor
- HW – Muddemoor (Moor aus subhydrisch entstandenen organischen Bodenhorizonten)

##### Klasse K – Erd- und Mulmmoore
- KH – Erdhochmoor

- KO – Mulmhochmoor
- KV – Erdniedermoor
- KM – Mulmniedermoor
- KE – Erdmuddemoor
- KU – Mulmmuddemoor

##### Klasse M – Moorkultisole
- MT – Rigomoorkultisol

- MD – Depomoorkultisol

##### Klasse U – Subhydrische Organische Böden
- UG – Organogyttja (Gyttja mit mindestens 15 Masse-% organischem Kohlenstoff)

- US – Organosapropel (Sapropel mit mindestens 15 Masse-% organischem Kohlenstoff)

## Einteilung der anthropogenen Bodentypen
Anthropogene Böden liegen dann vor, wenn ihre Entstehung nur durch menschliche Tätigkeiten verursacht sein kann. In der Deutschen Bodensystematik sind sie in den Klassen Aerobe Kultisole und Moorkultisole zu finden. 
In der internationalen Bodenklassifikation WRB wird zwischen Anthrosols (Kultisolen) und Technosols unterschieden: Die Anthrosols entstehen durch bestimmte Formen der Kultivierung. Diese Gruppe wird in der KA6 mit sechs Bodentypen aufgegriffen (Klassen Y und M), wobei nur die Hortisole und Plaggenesche im Sinne der WRB zu den Anthrosolen gehören, während Deposole, Rigosole, Moorrigosole und Moorkultisole erst auf der zweiten Hierarchieebene der WRB u. a. mit den Qualifiern Transportic oder Organotransportic gekennzeichnet werden. 
Die Technosole, die aus künstlich hergestellten oder verlagerten Materialien bestehen, werden teilweise auch als Stadtböden bezeichnet. Andere klassische Technosols (z. B. Böden der Müllkippen) fallen zum Teil in den Bodentyp Reduktosol (in einer eigenen Klasse X), zum Teil in den Bodentyp Deposol. Auch andere Typen werden in Deutschland nicht als eigene Bodentypen geführt. Stattdessen wird nach dem vorherrschenden Prozess der Pedogenese der natürliche Bodentyp gewählt, der dem Stadtboden am nächsten kommt. In Kartenwerken werden menschlich überformte Flächen oft ohne weitere Differenzierung unter einem Sammelbegriff wie „Halde, Siedlung, Verkehr etc.“ dargestellt. Die anthropogene Bodenbildung oder auch künstliche Materialien werden in der Deutschen Systematik im Substrat ausgedrückt. (Pedogenetische) Boden- und Substratsystematische Einheit bilden zusammen die Bodenform, mit der eine umfassende Kennzeichnung eines Bodens erreicht werden kann. In der KA6 wurden die Kennzeichnungsmöglichkeiten für Stadtböden noch einmal deutlich erweitert, so dass nicht mehr auf die WRB oder andere, eigene Klassifizierungen zurückgegriffen werden muss.

## Weltweit anwendbare Systeme der Bodenklassifikation
International sind insbesondere zwei Klassifikationssysteme für Böden sehr gebräuchlich, die USDA Soil Taxonomy und die World Reference Base for Soil Resources (WRB).
Die Soil Taxonomy teilt sämtliche Böden weltweit in zwölf Ordnungen ein, die dann feiner in Unterordnungen usw. untergliedert werden. Die WRB untergliedert die Böden der Welt in 32 Referenzbodengruppen, die durch Hinzufügung von Qualifiern näher bezeichnet werden.